# ユクセキ・サダカト
ユクセキ・サダカト（トルコ語: Yüksek Sadakat）は、1997年に結成されたトルコのバンドであり、2005年初期にバンドと同名のアルバムを発表してから広く知られるようになった。ベース奏者はブルー・ジーン・マガジン（Blue Jean Magazine）という音楽雑誌の編集者であった。バンドの音楽は力強いビートを持つポップ・ロックであり、加えてトルコの伝統楽器やキーボード、ギターソロなどが用いられる。バンド名はHi-Fi（高再現性）のトルコ語への直訳である。
2011年1月1日、彼らはユーロビジョン・ソング・コンテスト2011のトルコ代表となることが発表された。2011年5月にドイツのデュッセルドルフで行われる同大会では「Live It Up」を歌う。

## メンバー
- ケナン・ヴラル（Kenan Vural）: ヴォーカル
- セルカン・オズケン（Serkan Özgen）: ギター
- クトル・オズマキナズ（Kutlu Özmakinacı）: ベース
- ウーウル・オナトクト(Uğur Onatkut): キーボード
- アルパイ・シャルト（Alpay Şalt）: ドラム

### 旧メンバー
- ジェミル・デミルバカン（Cemil Demirbakan）: ヴォーカル

## アルバム
- Yüksek Sadakat（2006年）
- Katil & Maktûl（2008年）